# Jérémy Michalak
Pour les articles homonymes, voir Michalak.
 (juin 2023).
Jérémy Michalak, né le 28 octobre 1980 à Saint-Maur-des-Fossés, dans le Val-de-Marne, est un animateur et producteur de télévision français.

## Biographie
Jérémy Michalak est né le 28 octobre 1980 à Saint-Maur-des-Fossés dans le Val-de-Marne.

### Études et activités radiophoniques
Il se passionne d’abord pour la musique et c’est en jouant des chansons délirantes sur les ondes de Fun Radio qu'il se fait remarquer à l’âge de 16 ans.
En 1998, après son bac économique et social (ES) et alors qu'il étudie dans une école de communication, il entre à Fun TV comme animateur.
En 2000, il présente la libre antenne sur la radio One FM à Genève.
De juin 2004 à juin 2014, il participe régulièrement à l'émission de divertissement On va s'gêner animée par Laurent Ruquier sur Europe 1 (généralement trois à cinq fois fois par semaine à partir de 2006).
Le 27 mars 2015, il fait sa première apparition dans l'émission Les Grosses Têtes de Laurent Ruquier sur RTL.
À la rentrée 2016, il devient chroniqueur avec Julia Vignali dans la nouvelle émission d'Alessandra Sublet La Cour des grands diffusée de 15 h 30 à 17 h sur Europe 1,.

### Carrière à la télévision

#### Animateur et comédien
De 2001 à 2002, il joue l'un des rôles principaux dans Le Groupe, une série créée par Jean-Luc Azoulay et Bénédicte Laplace et diffusée sur France 2.
En 2002, Jérémy Michalak arrive sur M6, où il parodie les clips dans le Morning Live, et, de 2003 à 2005, il est chroniqueur  dans l'émission matinale de Max C'est pas trop tôt !. Au même moment, toujours sur M6, il est journaliste, « voix off » et animateur de l'émission Génération Hits, puis il 
D'avril à juin 2004, sur la même chaîne, il coanime avec Fred Courtadon, les prime times des Colocataires, une émission de téléréalité.
Il est la voix principale de l'émission M6 Kid et écrit pour de nombreuses émissions de télévision. 
Il est également chroniqueur dans Maxpod, le premier podcast audio, avec Max.
À la rentrée 2006, il rejoint l'équipe de chroniqueurs de Laurent Ruquier dans On a tout essayé sur France 2. Un an plus tard, il contribue au même programme, devenu On n'a pas tout dit, jusqu'en 2008. Il y présente notamment une  rubrique humoristique dans laquelle il revisite les unes des principaux journaux français. Enfin, il lance le site Plus fort que la télé, le premier site de partage de vidéos d'humour sur le web.
En 2010, il devient rédacteur en chef de la version télé de On va s'gêner, chaque mois sur France 4.
De septembre 2009 à juin 2014, pendant les cinq premières saisons de l'émission, il est chroniqueur  dans la quotidienne C à vous entre 19 h et 20 h sur France 5.
En 2010, il produit et anime sur Comédie ! le QCMmmm !.
Du 3 septembre 2012 au 28 juin 2013, il anime On n'demande qu'à en rire sur France 2, en remplacement de Laurent Ruquier.
En 2014, il produit (via sa société) et anime l'émission quotidienne Face à la bande, qui est diffusée sur France 2 du lundi au vendredi vers 18 heures, du lundi 28 juillet au vendredi 19 décembre 2014.

#### Carrière de producteur
En 2005, il crée la société de production La Grosse Équipe et s'associe avec Alexandre Dos Santos, surnommé « Zumeo », et Thibaut Valès.
Avec La Grosse Équipe, il produit donc notamment les émissions suivantes :
- 5 Frenchies à Miami sur NRJ 12 ;
- La Vraie Vie des héros sur M6 ;
- Quand l'amour s'en mêle sur NRJ 12 ;
- Le QCMmmm ! sur Comédie+ ;
- Musicronik sur W9 ;
- Ch'val dire à Sophie sur Equidia ;
- Panorama de la jeunesse à cheval sur Equidia ;
- La Winter Music Conference, documentaire sur TF6 ;
- Tellement vrai présenté par Matthieu Delormeau sur  NRJ 12 ;
- Les Anges 1, 2, 3, 4, 5, 6, 7, 8, 9, 10 et 11 et Les Vacances des Anges 1, 2 et 3 sur NRJ 12 ;
- la collection Les Plus Grandes Évasions présentée par Jean-Marc Morandini sur Direct 8 ;
- Drôle d'État présenté par  Jean-Luc Lemoine sur France 4 ;
- la trilogie Un monde tout… présenté par Marianne James sur Jimmy
- La Battle de l'Univers présenté par Julien Courbet sur Syfy ;
- Big Jump (5 saisons) émission jeunesse sur Canal J ;
- la trilogie In Bed with Christine Bravo documentaire sur Comédie ;
- Rémi Gaillard fait n'importe quoi sur Comédie ! ;
- La Star de l'année 2011 présenté par Matthieu Delormeau sur  E! ;
- Les Piégés de SYFY présenté par Jean-Luc Lemoine sur Syfy;
- Hollywood Girls saison 1, 2, 3 et 4 scripted reality avec Caroline Receveur, Ayem Nour et Kevin Miranda sur NRJ 12 ;
- Les Sosies à Hollywood sur TF6 ;
- Bugarach, l'ultime prime time présenté par Mathieu Madénian et Thomas VDB sur SYFY ;
- Ma saison à Courchevel sur France 4 ;
- Allô Nabilla saison 1, 2, 3 et 4 sur NRJ 12 ;
- Friends Trip 1, 2 et 3 sur NRJ 12 ;
- Face à la bande sur France 2 ;
- Les Mini-Sosies font leur show animée par Vincent Lagaf' sur Gulli[8] ;
- Humour 2.0, documentaire sur les stars du web sur Comédie ! ;
- Les 10 ans de la TNT : le grand quiz, présenté par Manu Lévy et Anne-Gaëlle Riccio sur NRJ 12.

Selon le baromètre annuel publié le 8 octobre 2014 par l'hebdomadaire spécialisé Écran Total, La Grosse Équipe fut le 18e producteur de télévision de France durant la saison 2013-2014, avec 158 heures de productions (contre 151 heures l'année précédente).
Au cours d'une émission On va s'gêner du printemps 2014, Jérémy Michalak affirme avoir un diplôme en production audiovisuelle.
En 2015, il démarre la production des aventures de Lucie Carrasco, qu'il accompagne sillonner le globe sur son fauteuil roulant. Après les États-Unis et le Japon, ils ont traversé le Brésil, le Québéc, et la Californie pour une série documentaire diffusée en prime time sur France 5.
En 2018 il signe avec LGE trois nouvelles saisons des Anges sur NRJ 12. L'année suivante, il revend LGE à Arthur et au groupe Satisfaction.  
En 2020, il produit et réalise le documentaire Point de départ : Sur les traces des hippies pour France 5.
En 2021, il produit et réalise Fous rires sur les ondes pour le Groupe Canal +, à l'occasion du centenaire de la radio. 
Redevenu indépendant, Il partage son activité entre production, réalisation, écriture, et développement de concepts pour la France et les États-Unis.
Ses dernières productions/réalisations : Drôles de Suisses (RTS), Black Surfers matter (Arté), Le Tour de France de Lucie (France 5), Pas de Bras pas de chocolat (Comédie/C8), .....  

## Liste des émissions

### Chroniqueur de télévision
- 2003-2005 : C'est pas trop tôt ! sur M6
- 2006-2007 : On a tout essayé sur France 2
- 2007-2008 : On n'a pas tout dit sur France 2
- 2009-2014 : C à vous sur France 5
- 2010 : On va s'gêner sur France 4

### Animateur
- 2004 : Les Colocataires sur M6
- 2008 : Cinq Frenchies à Miami sur NRJ 12
- 2008 : Cinq Frenchies à Rio sur NRJ 12
- 2009 : Cinq bombes chez les Frenchies sur NRJ 12
- 2010 : Cinq Frenchies au Mexique sur NRJ 12
- 2010 : Le QCMmmm ! sur Comédie !
- 2011-2020 : Les Anges de la téléréalité/Les Anges sur NRJ 12 : narration
- 2012-2013 : On n'demande qu'à en rire sur France 2
- 2012 : Les Victoires de la musique présentée par Alessandra Sublet sur France 2 : voix off
- 2013 : C à vous sur France 5
- 2014 : Face à la bande sur France 2
- Depuis 2019 : Le voyage de Lucie sur France 5
- 2025 : Le Tour de France de Lucie sur France 5

## Distinction
Il est élu « le plus beau mec de la télé 2010 » dans le cadre du concours organisé par le site Têtu.fr en 2011.

## Critiques
En tant que producteur de nombreux programmes de télé-réalité comme Les Anges, émissions généralement perçues par les téléspectateurs et les spécialistes des médias comme étant de médiocre qualité, mais à forte rentabilité, il a été critiqué, notamment par Laurent Baffie.
Il existait auparavant un contentieux entre les deux hommes puisque le 12 décembre 2013,  Laurent Baffie avait accusé Jérémy Michalak d'être à l'origine de l'arrêt de son émission 17e sans ascenseur sur Paris Première : "On s'est fait dénoncer par un petit con, sur le fait qu'on buvait et qu'on fumait. C'est un petit con qui est assis à cette table et qui aurait vendu du beurre aux Allemands." Directement visé, le chroniqueur de l’émission “C à vous” avait manifesté son incompréhension sur le plateau, avant de porter plainte pour les propos tenus à l'antenne mais aussi pour un tweet insultant. Un an plus tard, Baffie avait regretté s'être emporté et avoir réglé ses comptes en direct. Ce qui n'a pas empêché sa condamnation le 12 juin 2015 par la 17e chambre du tribunal de Paris pour injures et diffamation.L’affaire Baffie Michalak résumée.